# Langues gogodala-suki
Les langues gogodala-suki (ou langues suki-gogodala) sont une famille de langues papoues parlées en Papouasie-Nouvelle-Guinée, dans le sud du pays.

## Classification
Les langues gogodala-suki sont rattachées à une famille hypothétique, les langues trans-Nouvelle-Guinée. 

## Liste des langues
Selon Foley, les langues gogodala-suki sont les suivantes. Il considère le waruna comme étant un dialecte du gogodala :
- suki
- groupe gogodala
  - gogodala
  - waruna
  - ari